# 羅塞爾山
72°36′S 31°2′E / 72.600°S 31.033°E
羅塞爾山是南極洲的山峰，位於東部南極洲的毛德皇后地，海拔高度2,250米，屬於比利時山脈的一部分，該山峰在1957至1958年間由比利時探險隊發現，現時受南極條約體系管理。